# Hauptenia tripartita
Hauptenia tripartita (лат.) — вид цикадовых рода Hauptenia из семейства Derbidae (Fulgoromorpha).

## Распространение
Вид встречается в Восточной и Юго-Восточной Азии: Китай (Аньхой, Гуанси, Гуйчжоу, Хунань, Ляонин, Шэньси, Сычуань, Чжэцзян), Корея.

## Описание
Мелкие цикадовые полужесткокрылые насекомые (около 5 мм). Общий цвет желтовато-коричневый. Переднее крыло желтовато-коричневое, заднее — серовато-белое. Переднее крыло длиннее самой широкой части ~ 2,7-2,9: 1, RA с двумя терминалями, MP с четырьмя секторами. Заднее крыло с RP CuA с тремя терминалями. Гоностили с апикальным краем косо усеченным, дорсокаудальный угол не образован; каждая внутренняя нижняя поверхность с крючком субапикально, направленным базально. Эндосома эдеагуса с шестью отростками и четырьмя лопастями, самая крупная лопасть широкая и трехчастная.  Голова с глазами заметно более узкая, чем переднеспинка; вертекс трапециевидный, в основании немного шире, чем на вершине, слегка выступает перед глазами. Лоб без срединного киля. Антенны короткие, субантеннальный отросток хорошо развит. Переднее крыло длиннее самой широкой части (примерно в три раза), RA с одной или двумя вершинами.